# USL Professional Division 2011
La temporada 2011 de la USL Professional Division fue la 1ª edición de la tercera división del fútbol de los Estados Unidos. Empezó el 2 de abril y finalizó el 3 de septiembre.

## Posiciones

### División Americana
| Pos | Equipo                 | PJ | G  | E | P  | GF | GC | DF  | PTS |
| --- | ---------------------- | -- | -- | - | -- | -- | -- | --- | --- |
| 1   | Orlando City           | 24 | 15 | 6 | 3  | 36 | 16 | +20 | 51  |
| 2   | Wilmington Hammerheads | 24 | 14 | 3 | 7  | 42 | 30 | +12 | 45  |
| 3   | Richmond Kickers       | 24 | 12 | 5 | 9  | 35 | 21 | +14 | 41  |
| 4   | Charleston Battery     | 24 | 10 | 5 | 9  | 24 | 25 | -1  | 35  |
| 5   | Charlotte Eagles       | 24 | 9  | 6 | 9  | 32 | 29 | +3  | 33  |
| 6   | Antigua Barracuda FC   | 24 | 9  | 2 | 13 | 32 | 32 | 0   | 29  |

     Clasifica a la fase final.

### División Nacional
| Pos | Equipo                    | PJ | G  | E | P  | GF | GC | DF  | PTS |
| --- | ------------------------- | -- | -- | - | -- | -- | -- | --- | --- |
| 1   | Rochester Rhinos          | 24 | 12 | 4 | 8  | 31 | 23 | +8  | 40  |
| 2   | Harrisburg City Islanders | 24 | 10 | 7 | 7  | 37 | 30 | +7  | 37  |
| 3   | Los Angeles Blues         | 24 | 8  | 9 | 7  | 34 | 29 | +5  | 33  |
| 4   | Pittsburgh Riverhounds    | 24 | 7  | 6 | 11 | 23 | 32 | -9  | 27  |
| 5   | F.C. New York             | 24 | 6  | 7 | 11 | 27 | 37 | -10 | 25  |
| 6   | Dayton Dutch Lions        | 24 | 2  | 6 | 16 | 21 | 54 | -33 | 12  |

     Clasifica a la fase final.

## Fase final
|  | Semifinales de división | Semifinales de división   | Semifinales de división |                           |       | Finales de división | Finales de división | Finales de división |  |    | USL PRO Championship | USL PRO Championship | USL PRO Championship |  |
|  |                         |                           |                         |                           |       |                     |                     |                     |  |    |                      |                      |                      |  |
|  |                         |                           |                         |                           |       |                     |                     |                     |  |    |                      |                      |                      |  |
|  | A1                      | Orlando City              | 3                       |                           |       |                     |                     |                     |  |    |                      |                      |                      |  |
|  | A1                      | Orlando City              | 3                       |                           |       |                     |                     |                     |  |    |                      |                      |                      |  |
|  | A4                      | Charleston Battery        | 1                       |                           |       |                     |                     |                     |  |    |                      |                      |                      |  |
|  | A4                      | Charleston Battery        | 1                       |                           | A1    | Orlando City        | 3                   |                     |  |    |                      |                      |                      |  |
|  |                         |                           |                         |                           | A1    | Orlando City        | 3                   |                     |  |    |                      |                      |                      |  |
|  |                         |                           | A3                      | Richmond Kickers          | 0     |                     |                     |                     |  |    |                      |                      |                      |  |
|  | A2                      | Wilmington Hammerheads    | A3                      | Richmond Kickers          | 0     | 0 (4)               |                     |                     |  |    |                      |                      |                      |  |
|  | A2                      | Wilmington Hammerheads    |                         |                           |       |                     |                     |                     |  |    |                      |                      |                      |  |
|  | A3                      | Richmond Kickers          | 0 (5)                   |                           |       |                     |                     |                     |  |    |                      |                      |                      |  |
|  | A3                      | Richmond Kickers          | 0 (5)                   |                           |       |                     |                     |                     |  | A1 | Orlando City         | 1 (3)                |                      |  |
|  |                         |                           |                         |                           |       |                     |                     |                     |  | A1 | Orlando City         | 1 (3)                |                      |  |
|  |                         |                           | N2                      | Harrisburg City Islanders | 1 (2) |                     |                     |                     |  |    |                      |                      |                      |  |
|  | N1                      | Rochester Rhinos          | N2                      | Harrisburg City Islanders | 1 (2) | 4                   |                     |                     |  |    |                      |                      |                      |  |
|  | N1                      | Rochester Rhinos          |                         |                           |       |                     |                     |                     |  |    |                      |                      |                      |  |
|  | N4                      | Pittsburgh Riverhounds    | 0                       |                           |       |                     |                     |                     |  |    |                      |                      |                      |  |
|  | N4                      | Pittsburgh Riverhounds    | 0                       |                           | N1    | Rochester Rhinos    | 1                   |                     |  |    |                      |                      |                      |  |
|  |                         |                           |                         |                           | N1    | Rochester Rhinos    | 1                   |                     |  |    |                      |                      |                      |  |
|  |                         |                           | N2                      | Harrisburg City Islanders | 2     |                     |                     |                     |  |    |                      |                      |                      |  |
|  | N2                      | Harrisburg City Islanders | N2                      | Harrisburg City Islanders | 2     | 3                   |                     |                     |  |    |                      |                      |                      |  |
|  | N2                      | Harrisburg City Islanders |                         |                           |       |                     |                     |                     |  |    |                      |                      |                      |  |
|  | N3                      | Los Angeles Blues         | 2                       |                           |       |                     |                     |                     |  |    |                      |                      |                      |  |
|  | N3                      | Los Angeles Blues         | 2                       |                           |       |                     |                     |                     |  |    |                      |                      |                      |  |
|  |                         |                           |                         |                           |       |                     |                     |                     |  |    |                      |                      |                      |  |

### Final
| 3 de septiembre de 2011 | Orlando City                                 | 2:2 (0:0) (3:2 p.)         | Harrisburg City Islanders                 | Citrus Bowl, Orlando, Florida                            |                                                          |
|                         | Olum 89' · Neal 116' (pen.)                  | Reporte                    | Noone 90+5' · Touray 95'                  | Asistencia: 11.220 espectadores Árbitro(s): Matt Bazakos | Asistencia: 11.220 espectadores Árbitro(s): Matt Bazakos |
|                         |                                              | Tiros desde el punto penal |                                           |                                                          |                                                          |
|                         | Neal · Alvarez · Campbell · Boden · Jorsling |                            | Becerra · Angulo · Noone · Basso · Touray |                                                          |                                                          |

| Bandera de Estados Unidos      |
| Campeón Orlando City 1º título |

## Goleadores
| Pos. | Jugador          | País           | Club                      | Goles |
| ---- | ---------------- | -------------- | ------------------------- | ----- |
| 1    | Jhonny Arteaga   | Colombia       | F.C. New York             | 13    |
| 2    | Matthew Delicâte | Inglaterra     | Richmond Kickers          | 10    |
| 3    | José Angulo      | Estados Unidos | Harrisburg City Islanders | 9     |
| 3    | Maxwell Griffin  | Estados Unidos | Orlando City SC           | 9     |
| 3    | Luke Mulholland  | Inglaterra     | Wilmington Hammerheads    | 9     |
| 6    | Andriy Budnyi    | Ucrania        | Wilmington Hammerheads    | 8     |
| 6    | Jamie Watson     | Estados Unidos | Orlando City SC           | 8     |
| 6    | Andrew Welker    | Estados Unidos | Harrisburg City Islanders | 8     |
| 9    | Chris Banks      | Estados Unidos | Wilmington Hammerheads    | 7     |
| 9    | Sallieu Bundu    | Sierra Leona   | Charlotte Eagles          | 7     |
| 9    | George Davis IV  | Estados Unidos | Dayton Dutch Lions        | 7     |
| 9    | Sainey Touray    | Gambia         | Harrisburg City Islanders | 7     |